# Robert Emmijan
Robert Emmijan (armensk: Ռոբերտ Էմմիյան), født 16. februar 1965 i Gjumri i Armenske SSR, Sovjetunionen, er en tidligere længdespringer som repræsenterede Sovjetunionen og, efter opløsningen, Armenien. 
Emmijan har europarekorden i længdespring med 8,86 m, sat den 22. maj 1987 i Tsaghkadjor (armensk: Ծաղկաձոր), Armenske SSR. Emmijan har også rekorden i europamesterskabet med et spring på 8,41 m. Europarekorden blev sat på en bjergsti (over 2000 m over havet), Hans længste hop på en lavlandsbane er 8,61 m, som blev sat i Moskva den 6. juli 1986. 
Emmijan vandt sin første internationale mesterskabsmedalje ved EM i indendørs atletik i Göteborg 1984 da han vandt en bronzemedalje med et hop på 7,89 m, efter Tjekkoslovakiets Jan Leitner (7,96) og Øst-Tysklands Mathias Koch (7,91).
I sæsonen 1986 hadde Emmijan udviklet sig til at blive Europas bedste mandlige længdespringer. Han vandt en guldmedalje både ved både ved indendørs-EM i Madrid og EM i Stuttgart. Ved begge konkurrencerne satte Emmijan en mesterskabsrekord, med 8,32 henholdsvis 8,41 meter. Året efter forbedrede Emmijan mesterskabsrekorden i indendørs da han vandt innendørs-EM i Liévin med et spring på 8,49.
Senere  i 1987 vandt en sølvmedalje Emmijan under VM i Roma efter et spring som målte 8,53, hvilket placerede ham mellem amerikanerne Carl Lewis (8,67) og Larry Myricks (8,33). Tidligere i sæsonen havde Emmijan sprunget verdens næstlængste spring nogensinde, da han sprang 8,86 hjemme i Armenske SSR, kun 4 cm fra verdensrekorden. Springet er fortsat en europarekord.
I 1990 vandt Emmijan en bronzemedalje ved Indendørs-EM i Skotland på 8,06. Vinderen var vesttyskeren Dietmar Haaf (8,11) foran Nederlands Emiel Mellaard (8,08). Efter at Sovjetunionens blev opløst konkurrerede Emmijan for Armenien, blandt andet under VM i Göteborg og stoppede sin karriere i 1997.
Emmijan bor nu i Frankrig.

## Meritter
| År   | Mesterskab        | Sted                     | Resultat  | Kommentar              |
| ---- | ----------------- | ------------------------ | --------- | ---------------------- |
| 1984 | Indendørs-EM 1984 | Göteborg, Sverige        | 3. plads  |                        |
| 1986 | Indendørs-EM 1986 | Madrid, Spanien          | 1. plass  | 8.32 Mesterskabsrekord |
|      | EM 1986           | Stuttgart, Vest-Tyskland | 1. plass  | 8.41 Mesterskabsrekord |
| 1987 | Indendørs-EM 1987 | Liévin, Frankrig         | 1. plass  | 8,49 Mesterskabsrekord |
|      | Indendørs-VM 1987 | Indianapolis, USA        | 4. plads  |                        |
|      | VM i atletik 1987 | Rom, Italien             | 2. plads  |                        |
| 1990 | Indendørs-EM 1990 | Glasgow, Skotland        | 3. plads  |                        |
| 1995 | VM i atletik 1995 | Göteborg, Sverige        | 11. plads |                        |

## Rekorder
- Europarekord i længdespring: 8,86 m, Tsaghkadjor, Armenske SSR, Sovjetunionen, 22. maj 1987